# Pulsatilla dahurica
Pulsatilla dahurica là một loài thực vật có hoa trong họ Mao lương. Loài này được (Fisch. ex DC.) Spreng. miêu tả khoa học đầu tiên năm 1825.